# Lewis Lindsay Dyche

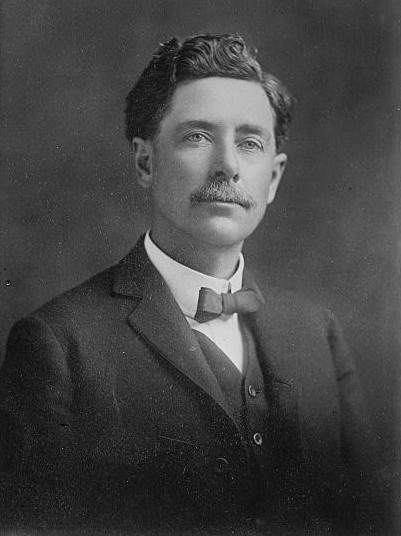
Lewis Lindsay Dyche

Lewis Lindsay Dyche (* 20. März 1857 in Berkeley Springs, West Virginia; † 20. Januar 1915 oder 1916) war ein US-amerikanischer Taxidermist.
Lewis Lindsay Dyche hatte schottische und irische Vorfahren. Im Sommer 1857 beschlossen seine Eltern, nach Kansas überzusiedeln. Die Reise wurde mit Schiffen und Ochsenkarren auf dem alten Santa-Fé-Trail bewerkstelligt. Die Familie ließ sich am Wakarusa, 15 Meilen südwestlich von Topeka, nieder. Mutter und Kind hatten die Reise nicht gut überstanden, wurden aber von in der Nähe ansässigen Indianern gepflegt und versorgt. Lewis Lindsay Dyche erhielt zunächst nur eine spärliche Schulausbildung und stand seinen Altersgenossen nach. Als Teenager ging er an die State Normal School in Emporia. Daran schloss sich ein Studium an der University of Kansas an, das er 1884 mit zwei Bachelors abschloss. Dyche blieb an der University of Kansas. Bis 1886 war er Assistant Professor für Zoologie, später wurde er Professor für Vergleichende Anatomie und 1890 Professor für Zoologie sowie Kurator für Vögel und Säugetiere. Im Jahr 1900 wurde er Professor für Systematische Zoologie und Taxidermie.

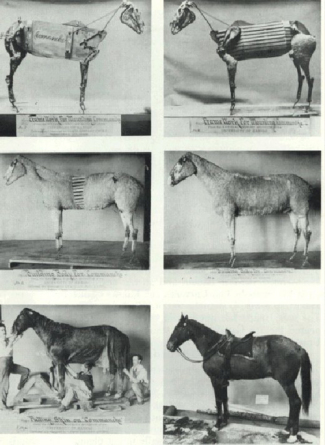
Comanche wird präpariert

Auf zahlreichen Expeditionen nach Nordamerika, nach Grönland und in die Arktis trug Dyche umfangreiche Sammlungen zusammen. Er spezialisierte sich dabei auf Säugetiere. Nach dessen Tod 1891 präparierte er für die Nachwelt das damals populärste Kavalleriepferd der USA, den Hengst Comanche, das zusammen mit zahlreichen anderen präparierten Tieren 1893 auf der World’s Columbian Exposition in Chicago gezeigt wurde. Ab 1911 hatte Dyche auch die staatliche Jagd- und Fischereiaufsicht zu versehen.

## Dyche Hall
Nach Dyche wurde die Dyche Hall benannt, ein 1903 eingeweihtes Gebäude auf dem Campus der University of Kansas, in dem vor allem die 1893 in Chicago ausgestellten präparierten Tiere untergebracht wurden. Das Bauwerk wurde 1974 ins National Register of Historic Places eingetragen.